# Ethnikos Gymnastikos Syllogos
L'Ethnikos Gymnastikos Syllogos era una squadra di ginnastica greca, con sede ad Atene.
Attiva dalla fine del XIX secolo agli inizi del XX, è nota per aver partecipato alle gare di ginnastica di Giochi della I Olimpiade di Atene del 1896, vincendo la medaglia di bronzo nelle parallele a squadre, dietro alla squadra tedesca Berliner Turnerschaft e ai connazionali del Panellinios GS Atene.

## Componenti

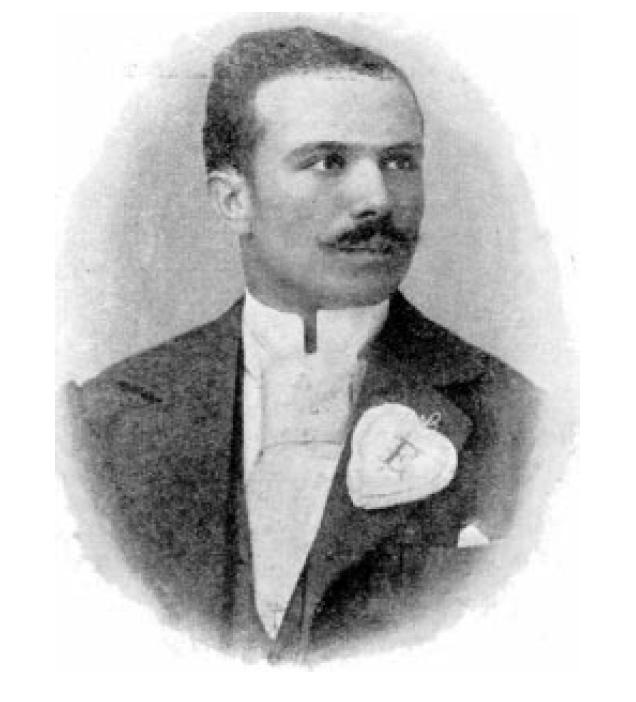
Iōannīs Mītropoulos, 1897

I componenti di questa squadra erano:
- Ioannis Chrysafis - Team leader
- Iōannīs Mītropoulos
- Dimitrios Loundras
- Filippos Karvelas
- Altri 15 atleti, nomi sconosciuti